# Тепчук, Юрий Васильевич
Юрий Васильевич Тепчук (6 июня 1973—2006, Калуш, Украина) — украинский футболист, полузащитник.

## Игровая карьера
Воспитанник ивано-франковского футбола. Играл в командах «Бескид» (Надворная), «Меховик» (Тысменица), Скала (Стрый), ФК «Калуш», «Полесье» (Житомир), СК «Николаев», «Подолье» (Хмельницкий) и «Энергетик» (Бурштын).
В 1999 году сыграл пять матчей в высшей лиге за СК «Николаев». Первый матч: 3 апреля 1999 года «Металлург» (Мариуполь) — СК «Николаев», 0:3.
В сезоне 2001/02, выступая за «Энергетик», сумел заработать в 26 матчах 10 жёлтых карточек.

## Смерть
Умер в начале 2006 года во время турнира по мини-футболу в Калуше.